# Redemptoristenkloster Aachen
Das Kloster der Redemptoristen in Aachen ist eine ehemalige Klosteranlage der Ordensgemeinschaft der Redemptoristen. Das Konventgebäude wurde 1862 nach Plänen von Heinrich Wiethase im neoromanischen Stil erbaut sowie die dazu gehörende Klosterkirche 1865 fertig gestellt und dem Ordensgründer der Redemptoristen, Alfonso Maria de Liguori, geweiht. Nach dem Rückzug des Ordens befand sich das Kloster von 1986 bis 2005 im Besitz des Bistums Aachen, das dieses der Jesuiten-Kommunität Aachen zur Verfügung gestellt hatte. Anschließend wurde es verkauft und nach seiner Profanierung zu einem Bürokomplex umgebaut. Um dabei den historischen Bestand zu erhalten, wurden Kirche und Kloster unter Denkmalschutz gestellt.

## Geschichte

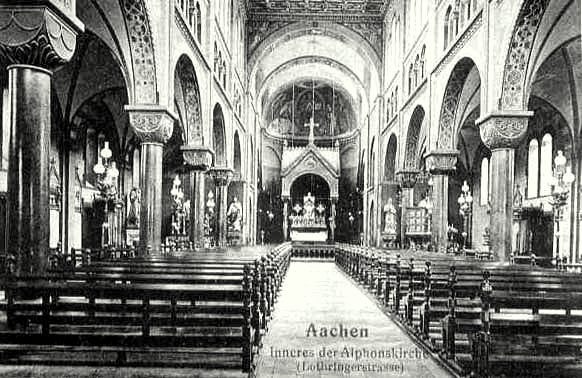
St. Alfons um 1906

Zum Zwecke der Seelsorge für die „arbeitende Klasse der Bevölkerung“ gründeten die Redemptoristen im Jahr 1859 eine Niederlassung in Aachen. Zugleich erwarben sie ein Grundstück im Bereich der Alfons- und der Lothringerstraße, auf dem sie ein Klostergebäude errichten ließen, das 1862 bezogen werden konnte. Nachdem dieses Kloster zunächst eine provisorische Kapelle erhalten hatte, wurde bald nach dem Einzug des Ordens mit dem Bau einer Klosterkirche begonnen, die 1865 eingeweiht werden konnte. Die Erlaubnis für das Abhalten öffentlicher Gottesdienste erhielten die Redemptoristen jedoch erst, nachdem sie zugesagt hatten, für die Bahnbediensteten jeden Sonntag um fünf Uhr eine heilige Messe zu lesen.
Von 1873 bis 1896 musste der Orden als Folge des Kulturkampfes gemäß den Ausführungsbestimmungen des Jesuitengesetzes vom 20. Mai 1873 das Kloster verlassen. Die Patres verbrachten diese Zeit im benachbarten Vaals, während die Klostergebäude dem „Kuetgens-Nellessen'schen Institut“ für die Heranbildung von jungen Handwerkern unter katholisch-geistlicher Leitung zur Verfügung gestellt wurden. Nach Rückkehr des Ordens nahmen die Patres ihre „volksmissionarische“ und „männerseelsorgerische“ Tätigkeit wieder auf und in den folgenden Jahrzehnten entwickelte sich vor allem die Kirche zu einer beliebten Beichtkirche und zum Ort mit den häufigsten Gottesdiensten in der Stadt.
Während des Zweiten Weltkrieges waren die Redemptoristen zwischen 1941 und 1945 wegen der Beschlagnahmung durch die Gestapo erneut dazu gezwungen, ihr Kloster zu verlassen, und fanden diesmal Aufnahme in Privatquartieren der Aachener Bevölkerung. Im Juli 1943 erlitten die Klostergebäude schwere Beschädigungen durch einen alliierten Luftangriff und brannten fast vollständig ab. Unmittelbar nach dem Krieg ließ der Orden die Klosteranlage wieder aufbauen und richtete zunächst wiederum eine provisorische Notkapelle ein. Es dauerte schließlich bis 1954, bis auch die Klosterkirche St. Alfons komplett wiederhergestellt worden war.
Im Jahr 1985 wurde seitens des Provinzialkapitels der Redemptoristen entschieden, die Aachener Niederlassung aufzugeben. Nach ihrer letzten Messe am Ostermontag 1986 verließen sie die Stadt und übergaben die Klosteranlage dem Bistum Aachen. Bis 2005 diente sie unter der Bezeichnung „Friedrich-Spee-Haus“ als Niederlassung der Jesuiten. Nachdem sich aber deren Mitgliederzahl auf nur noch drei Patres reduziert hatte, musste das Kloster aus wirtschaftlichen Gründen verkauft werden und die verbliebenen Patres schlossen sich bis zur endgültigen Auflösung der Aachener Jesuitenniederlassung der Aachener Pfarre St. Peter an. Nach entsprechendem denkmalgerechtem Umbau dient das alte Redemptoristenkloster seit 2008 als modern eingerichtetes Gebäude für verschiedene Bürogemeinschaften.

## Baubeschreibung

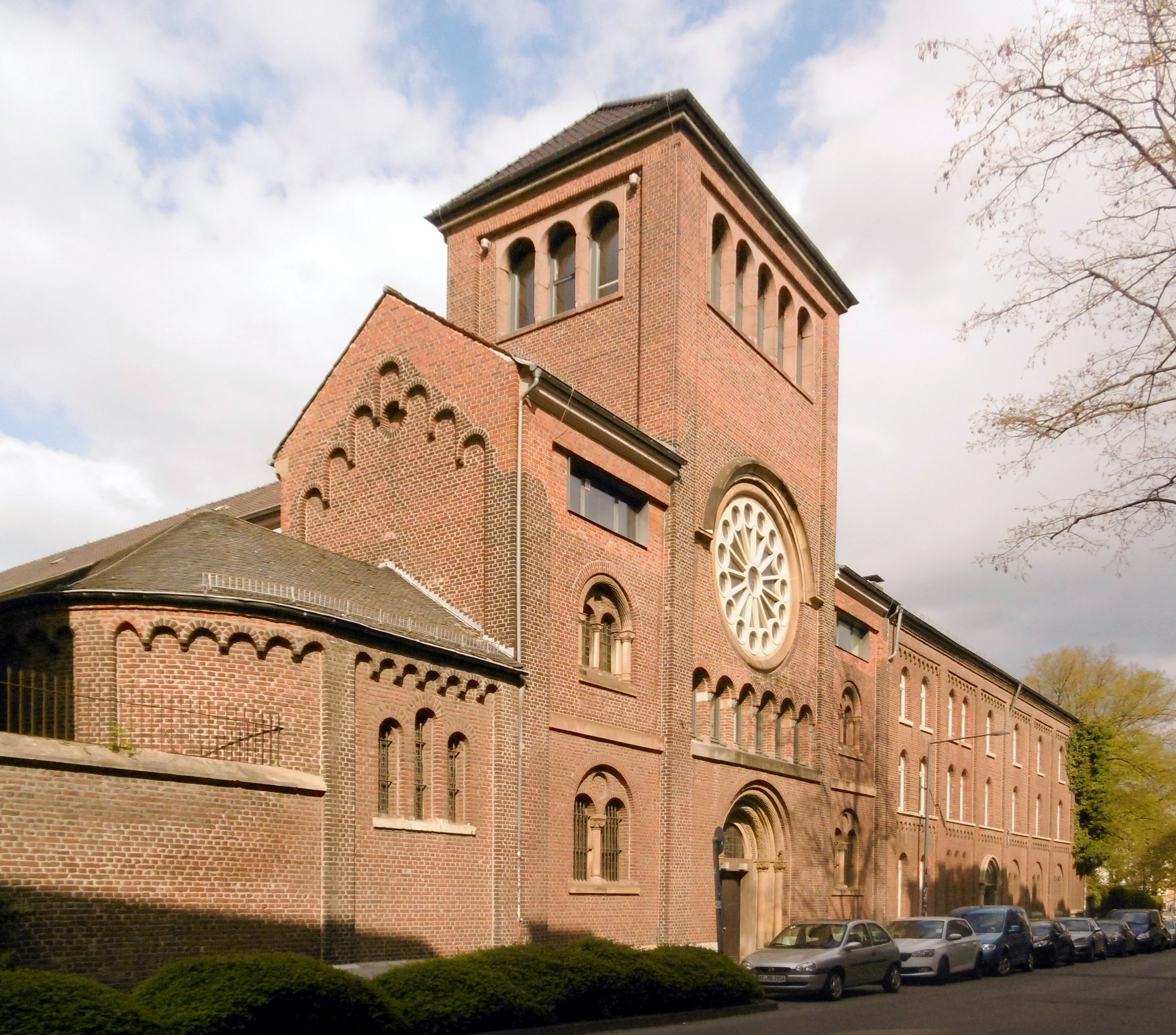
Kloster St. Alfons (Ansicht Lothringer Straße)

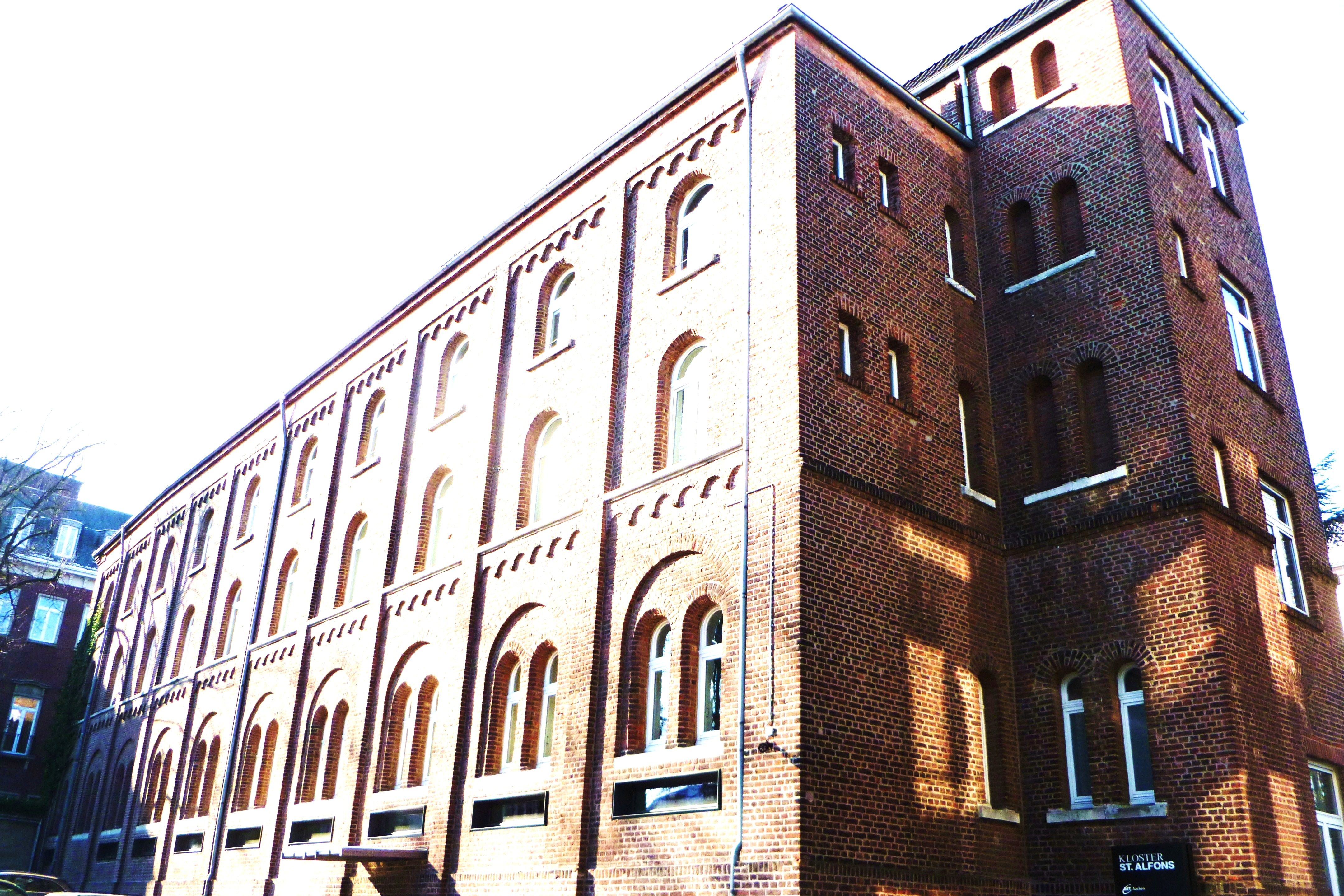
Konventgebäude Alfonsstraße

Der von Wiethase entworfene u-förmig um einen geräumigen Innenhof angelegte Klosterbau in Ziegelsteinbauweise besteht aus dem dreigeschossigen Konventgebäude und der dreischiffigen Klosterkirche, die mit einem ebenfalls dreigeschossigen Verbindungstrakt verbunden sind. Durch diesen Innenhof, der einst der Klostergarten gewesen war, und einer dort neu aufgestellten dreigeschossigen Glashalle, erfolgt der Zugang zu allen Bürotrakten im Kloster und in der Klosterkirche. Zugleich wurde der ehemalige Kirchenhaupteingang in der Lothringerstraße zu einem Nebeneingang umfunktioniert, weswegen die heutige Adresse der Anlage auch Alfonsstraße 44 lautet.
Der Kirchenraum war bereits seit 1952 mehrfach umgestaltet worden, zuletzt im Jahr 2001, als unter anderem noch ein neuer Blausteinaltar von dem Architekten und Künstler Thomas Torkler angefertigt worden war und nach der Profanierung zerstört wurde. Die darin aufbewahrte Reliquie des heiligen Ignatius von Loyola, dem Gründer des Orden der Jesuiten, wurde dabei von den Jesuiten sichergestellt. Beim Umbau zum Bürogebäude wurde das Mittelschiff als kommunikative Kombizone mit Sitznischen, Druckerpoints, Zeitschriftenarchiv und Meeting Points im ehemaligen Chor umgestaltet und steht allen Büromitarbeitern zur Verfügung. Die beiden Seitenschiffe wurden mit einer auf eigenen Fundamenten ruhenden Zwischenebene ausgestattet und in Einzel- oder Doppelbüros gegliedert, die untereinander und vom 12 Meter höheren Mittelschiff durch Glaswände getrennt sind. Dadurch blieb die ursprüngliche Aufteilung der Kirchenschiffe erhalten und auch die tragenden Säulen mit ihren Kapitellen und ihren rundbogigen Arkaden im neuen Obergeschoss fließen übergangslos in die moderne Technik ein. Sowohl in der ehemaligen Apsis, als auch in dem angebauten Kapellenraum sowie in der Orgelempore unter der Portalrosette und im Kirchturm wurden weitere Büroräume für unterschiedlichste Zwecke eingerichtet.
Erhalten geblieben von der ursprünglichen Bausubstanz sind die mit Buntglas ausgestatteten Fenster an den Außenfassaden der Kirche sowie das große Rosettenfenster an der Westseite unter dem Turm. Dagegen wurden in der zuvor fensterlosen Apsis und im Bereich der vormaligen Standorte der Beichtstühle neue Fensterdurchbrüche in die Wand eingelassen, um auf diese Weise mehr Tageslicht einfließen zu lassen. Um die typische Hallwirkung einer Kirche zu dämmen, wurden die meisten Flächen und ein Großteil des neuen Mobiliars mit schallabsorbierenden Oberflächen versehen.
Bei all diesen Um- und Einbauten wurde besonderer Wert darauf gelegt, dass sowohl der ehemalige Klostercharakter als auch die denkmalhistorischen Strukturen erhalten bleiben konnten.